# Ольшевский, Иван Антонович
Ива́н Анто́нович (Адамович) Ольше́вский  (Олышевский) (около 1800—после 1833) — офицер Российского императорского флота, участник русско-турецкой войны 1828—1829 годов. Георгиевский кавалер, капитан-лейтенант.

## Биография
Ольшевский Иван Антонович 7 июня 1810 года поступил в штурманское училище учеником 2 класса. В 1819 году был произведён в штурманские помощники унтер-офицерского чина. 15 мая 1821 года перемещен в гардемарины «на собственное иждивение» с переводом в Черноморский флот. 9 июня 1822 года произведён в мичманы. В 1822—1828 годах ежегодно плавал в Чёрном море. 22 февраля 1828 года произведён в лейтенанты.
Участвовал в русско-турецкой войне 1828—1829 годов. На 74-пушечном линейном корабле «Скорый» участвовал при взятии Анапы и осаде Варны. В мае 1828 года командуя катером корабля «Скорый» участвовал в захвате турецкого корабля. 18 августа 1828 года был награждён за отличие орденом Святого Георгия 4 класса № 4156. В 1829 году командуя призовым бригом № 7, крейсировал в том же море.
В 1830 году на фрегате «Эривань» в составе эскадры контр-адмирала М. Н. Кумани плавал в Чёрном море при перевозке войск из Румелии в черноморские порты. 25 января 1833 года уволен от службы с чином капитан-лейтенанта.